# Castelo de Gormaz

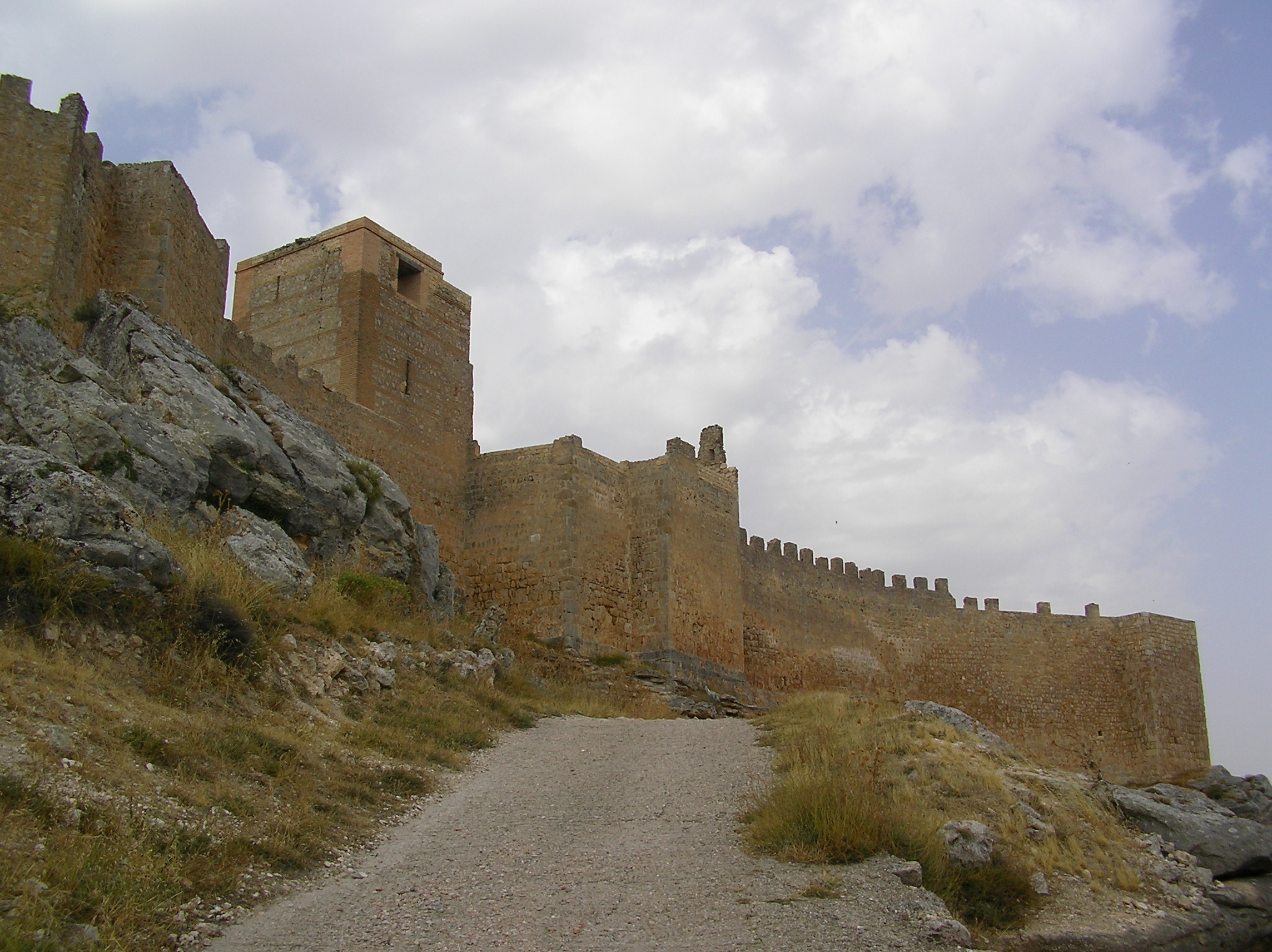
Castelo de Gormaz, Espanha.

O Castelo de Gormaz localiza-se no município de Gormaz, província de Sória, na comunidade autónoma de Castela e Leão, na Espanha.
À época da Reconquista cristã da Península Ibérica constituiu-se em uma peça-chave da defesa muçulmana frente aos reinos cristãos do Norte e contribuiu para mantê-los afastados de Medinaceli. A sua localização e condições de visibilidade, permitiam-lhe controlar uma das rotas de acesso ao Norte e o rio Douro, tendo se constituído numa das posições estratégicas mais cobiçadas por ambos os lados entre os séculos IX e X.

## História
A primitiva ocupação de seu sítio remonta a uma pequena fortificação islâmica ou cristã, no lado Noroeste do monte em que o actual castelo se posta, erguida durante o século IX.
Esta fortificação foi tomada por forças cristãs em 912, tendo retornado à posse islâmica durante o califado de Aláqueme II, que ordenou ao general Galibe ibne Abderramão a sua ampliação. Os trabalhos desenvolveram-se entre 955 e 966.
Pouco depois, em 975 o conde García Fernández, aliado a Sancho de Pamplona e a Ramiro III de Leão assediam o castelo e, enquanto o fazem, são atacados por um exército de resgate enviado por Galibe, que lhes infligiu uma humilhante derrota.
Os cristãos intentam novo assédio em 978, logrando a sua conquista, mantendo a posição até 983, quando a perdem para as forças de Almançor. O castelo permanecerá em poder dos muçulmanos até à sua reconquista definitiva pelas forças de Fernando I de Castela em 1060.
Rodrigo Díaz de Vivar, o Cid, foi senhor de Gormaz desde 1087, período em que se fundou a povoação.
À medida que as fronteiras cristãs avançaram para o Sul, o castelo perdeu a sua importância estratégica. Foi utilizado posteriormente como prisão até ao seu abandono definitivo.
Encontra-se classificado como Monumento Nacional desde 1931. Restaurado recentemente, encontra-se aberto à visitação pública.

## Características
O castelo chegou a ser a maior fortificação da Europa, em sua época, com um perímetro amuralhado de 1.200 metros por 446 metros de largura. De planta alongada na direcção Este-Oeste, as suas muralhas são amparadas por 28 torres.
O conjunto desenvolve-se em duas partes diferenciadas separadas por um fosso. A Este encontra-se a alcáçova, a torre de menagem, a chamada Torre de Almançor, a cisterna e os aposentos califais. Na parte Oeste encontram-se um bebedouro para os animais e uma grande esplanada onde as tropas acampavam. O conjunto é acedido pela “Porta Califal”, um portão que denota a sua origem islâmica. Na face Oeste da muralhas encontram-se inscrições epigráficas: uma de origem romana e outra claramente islâmica, ali colocadas com a função de afastar os maus espíritos.